# The Music (album)
The Music è il primo album in studio del gruppo musicale britannico omonimo, pubblicato il 2 settembre 2002 dalla Hut Records.

## Tracce
1. The Dance – 5:09
2. Take the Long Road and Walk It – 4:53
3. Human – 5:28
4. The Truth Is No Words – 4:35
5. Float – 5:21
6. Turn Out the Light – 6:24
7. The People – 4:58
8. Getaway – 6:29
9. Disco – 6:36
10. Too High – 5:54

## Formazione
- Robert Harvey - voce
- Adam Nutter - chitarra
- Stuart Coleman - basso
- Phil Jordan - batteria